# Castelo de Holne Chase
O Castelo de Holne Chase é um castro da Idade do Ferro situado perto de Buckland-in-the-Moor em Devon, na Inglaterra. O forte está situado num promontório nas encostas do norte de Holne Chase em Chase Wood, a aproximadamente 150 metros acima do nível do mar, com vista para o rio Dart.